# ناحیه‌های فدرال روسیه
ناحیه‌های فدرال روسیه (به روسی: федера́льные округа́) به ۸ ناحیه جغرافیایی در فدراسیون روسیه گفته می‌شود که هر یک از آن‌ها تعدادی از واحدهای فدرال روسیه را در خود جای داده‌اند. این تقسیم‌بندی از سال ۲۰۰۰ به حکم ولادیمیر پوتین رئیس‌جمهور روسیه به تقسیمات کشوری روسیه افزوده شد.
اداره هر ناحیه فدرال بر عهده یک نماینده از طرف رئیس‌جمهور روسیه است. نقش این نماینده برقراری ارتباط میان مقامات واحدهای فدرال و مقامات حکومت فدرال در مسکو است و مسئولیت اصلی آن نظارت بر اجرای قوانین فدرال در هر یک از واحدهای فدرال است. مفهوم ناحیه‌های فدرال در قانون اساسی روسیه و هیچ قانون دیگری وجود ندارد و در نتیجه این ناحیه‌ها نماینده‌ای در شورای فدرال روسیه (مجلس اعلای روسیه) ندارند. ناحیه‌های فدرال همچنین از منطقه‌های اقتصادی روسیه متمایز هستند. منطقه‌های اقتصادی گروه‌بندی مجزایی در تقسیمات کشوری روسیه است که برای برنامه‌ریزی‌های اقتصادی و بررسی‌های آماری ایجاد شده‌اند.

## فهرست ناحیه‌های فدرال روسیه

ناحیه‌های فدرال روسیه

هشت ناحیه فدرال روسیه

| نام ناحیه | نام ناحیه                | مساحت (کیلومتر مربع) | جمعیت (سرشماری ۲۰۲۱) | تعداد واحدهای فدرال | مرکز اداری     |
| --------- | ------------------------ | -------------------- | -------------------- | ------------------- | -------------- |
| ۱         | ناحیه فدرالی مرکزی       | ۶۵۰٬۲۰۰              | ۴۰٬۳۳۴٬۵۳۲           | ۱۸                  | مسکو           |
| ۲         | ناحیه فدرالی جنوبی       | نامعلوم              | نامعلوم              | ۱۲                  | روستوف-نا-دونو |
| ۳         | ناحیه فدرالی شمال غربی   | ۱٬۶۸۷٬۰۰۰            | ۱۳٬۹۱۷٬۱۹۷           | ۱۱                  | سن پترزبورگ    |
| ۴         | ناحیه فدرالی خاور دور    | ۶٬۹۵۲٬۶۰۰            | ۷٬۹۷۵٬۷۶۲            | ۱۱                  | ولادی‌وستوک     |
| ۵         | ناحیه فدرالی سیبری       | ۴٬۳۶۱٬۸۰۰            | ۱۶٬۸۰۰٬۹۴۷           | ۱۰                  | نووسیبریسک     |
| ۶         | ناحیه فدرالی اورال       | ۱٬۸۱۸٬۵۰۰            | ۱۲٬۳۰۰٬۷۹۳           | ۶                   | یکاترینبورگ    |
| ۷         | ناحیه فدرالی ولگا        | ۱٬۰۳۸٬۰۰۰            | ۲۹٬۸۹۹٬۶۹۹(۲۰۱۰)     | ۱۴                  | نیژنی نووگورود |
| ۸         | ناحیه فدرالی قفقاز شمالی | ۱۷۰٬۴۰۰              | ۱۰٬۱۷۱٬۴۳۴           | ۷                   | پیتیگورسک      |